# Ульрік Матісен
Ульрік Матісен (норв. Ulrik Mathisen, нар. 15 січня 1999, Осло, Норвегія) — норвезький футболіст, півзахисник клубу «Бранн».

## Ігрова кар'єра

### Клубна
Ульрік Матісен є вихованцем столичних клубів. З 2016 року він грав за другий склад клубу з Осло «Волеренга». На початку 2019 року футболіст був відправлений в оренду до клубу Третього дивізіону «Кьєлсос», де він грав два сезони.
У жовтні 2020 року Матісен підписав трирічний контракт з клубом «Ліллестрем», який на той момент грав у Другому дивізіоні чемпіонату Норвегії. Планувалося, що контракт вступить в дію з 1 січня 2021 року. Але «Кьєлсос» не пройшов до плей-оф і вже 6 жовтня Матісен приєднався до нової команди. А 11 жовтня зіграв першу гру в ОБОС - лізі. В тому ж сезоні «Ліллестрем» посів друге місце і вийшов до Елітсерії. 16 травня 2021 року Матісен дебютував у вищому норвезькому дивізіоні.
Сезон 2022 року футболіст провів в оренді в клубі «Согндал». А в березні 2023 року приєднався до клубу «Бранн», підписавши з клубом трирічний контракт.

### Збірна
Ульрік Матісен брав участь у матчах юнацьких збірних Норвегії.